# 1000-km-Rennen von Spa-Francorchamps 1968

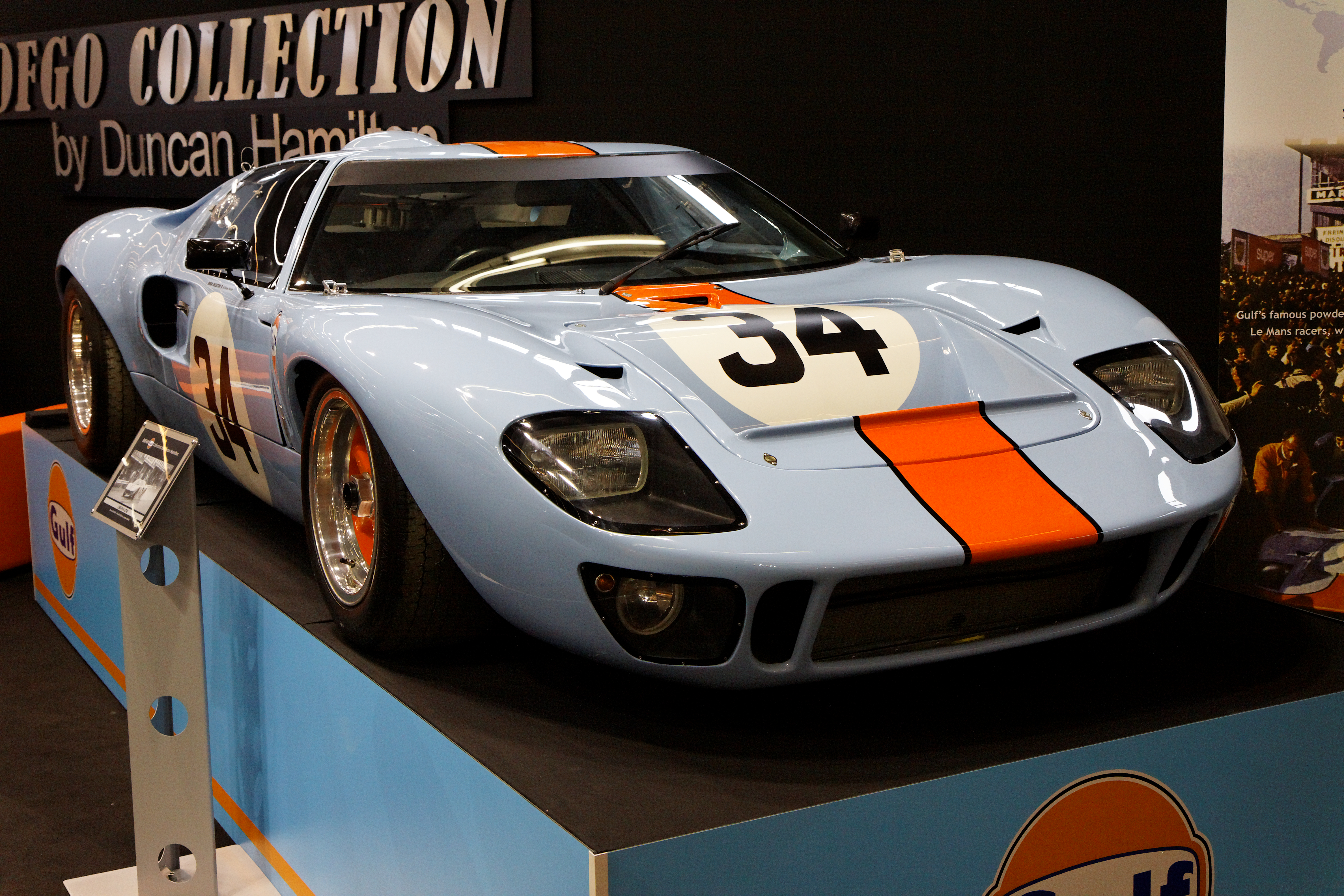
JW-Automotive-Ford GT40 mit der Startnummer 34. Paul Hawkins und David Hobbs fuhren diesen Wagen an die vierte Stelle der Gesamtwertung

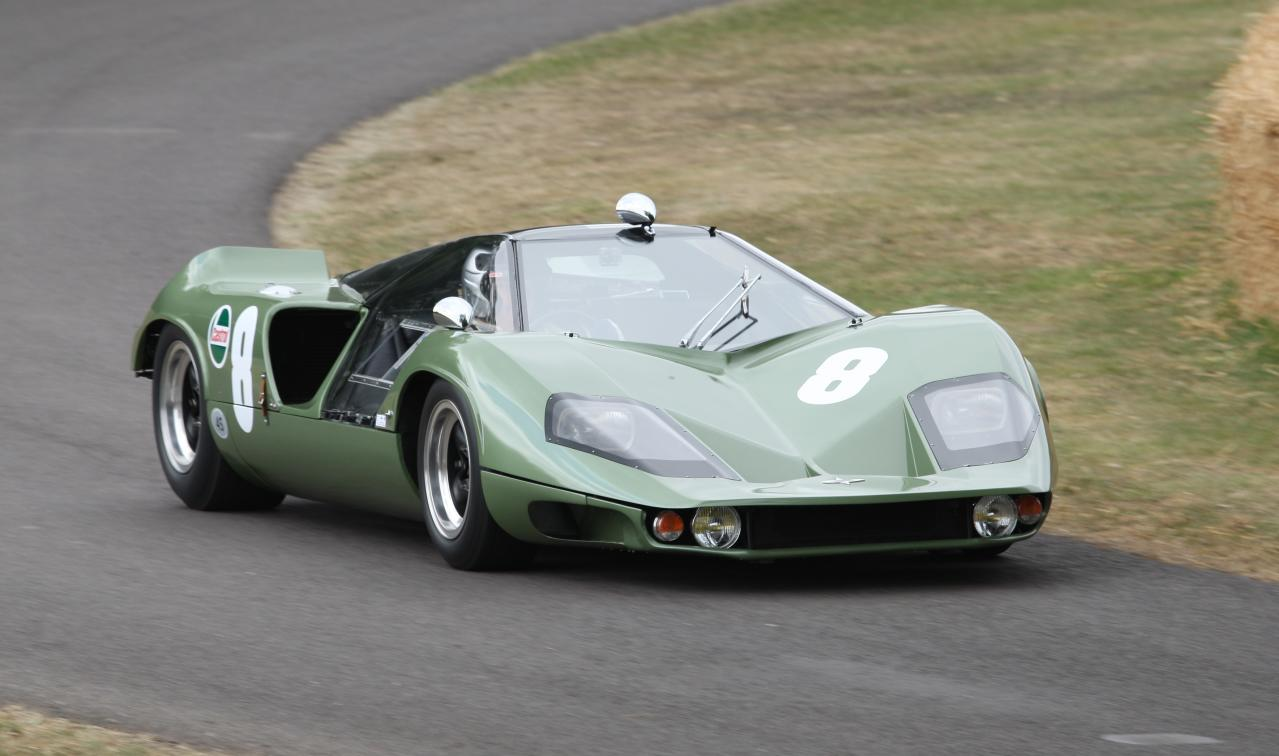
Der Marcos Mantis XP mit futuristischem Glasdach und Repco-3-Liter-V8-Motor. Der von Edward Nelson und Jem Marsh gefahrene Prototyp fiel nach 17 gefahrenen Runden wegen einer defekten Lichtmaschine aus

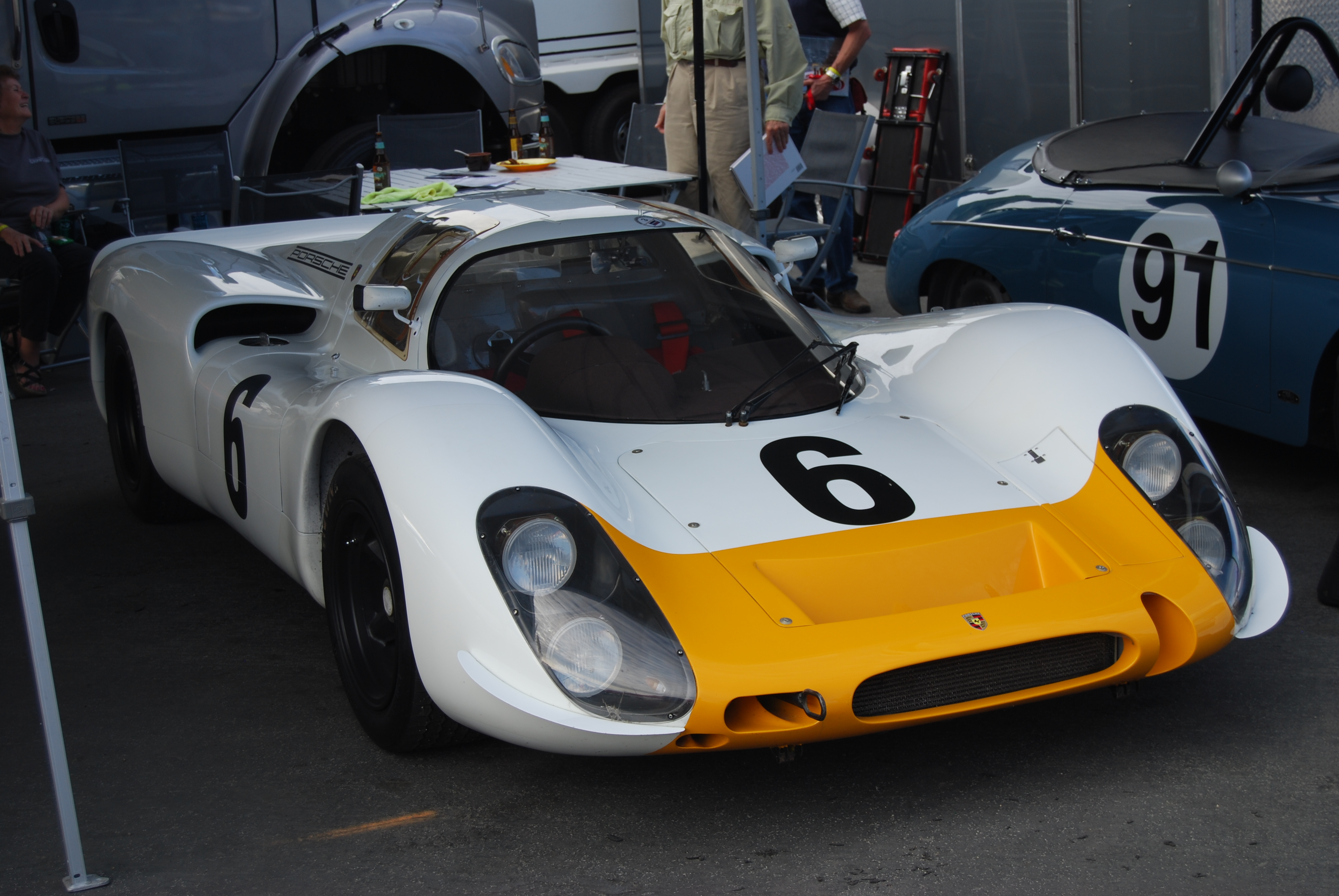
Der Porsche 908 mit der Startnummer 6; in Spa wurde der Wagen von Vic Elford und Jochen Neerpasch gefahren und fiel nach einem Unfall aus

Das dritte 1000-km-Rennen von Spa-Francorchamps, auch Grand Prix de Spa, Circuit National de Francorchamps, fand am 26. Mai 1968 auf dem Circuit de Spa-Francorchamps statt und war der siebte Wertungslauf der Sportwagen-Weltmeisterschaft dieses Jahres.

## Vor dem Rennen
Das Rennen auf dem schnellen Kurs von Spa-Francorchamps war 1968 bereits das siebte Saisonrennen. Die Meisterschaft begann im Februar mit dem 24-Stunden-Rennen von Daytona, bei dem sich fünf Porsche-Piloten – Vic Elford, Jochen Neerpasch, Rolf Stommelen, Jo Siffert und Hans Herrmann – den Sieg teilten. Auch das folgende 12-Stunden-Rennen von Sebring endete mit einem Porsche-Gesamtsieg; diesmal herausgefahren von Jo Siffert und Hans Herrmann im 907 2.2.
Nach den beiden Rennen in den Vereinigten Staaten, ging die Meisterschaft in Europa mit dem 6-Stunden-Rennen von Brands Hatch weiter. Jacky Ickx und Brian Redman siegten im von John Wyer gemeldeten Ford GT40. Auch beim 1000-km-Rennen von Monza blieb das Team von John Wyer mit dem GT40 und den Fahrern David Hobbs und Paul Hawkins erfolgreich. Bei der Targa Florio und dem 1000-km-Rennen auf dem Nürburgring gewannen Werkswagen von Porsche das Rennen.

## Das Rennen
Für das Rennen auf dem Nürburgring hatte die Teamleitung von John Wyer Automotive die beiden Fahrerpaarungen der Ford GT40 neu zusammengesetzt. Zu Jacky Ickx kam Paul Hawkins ins Auto, während Brian Redman an der Seite von David Hobbs an den Start ging. Da die Paarung Ickx/Redman im Laufe der Saison die schnellere der beiden Wyer-Mannschaften war, wurde diese Entscheidung vor der Rennveranstaltung in Spa wieder revertiert. Für das Duo Hobbs/Hawkins wurde allerdings ein komplett neues Chassis aufgebaut.
Porsche brachte vier Fahrzeuge für sechs Fahrer nach Spa. Nachdem auf den Einsatz des Porsche 908 mit dem langen Heck verzichtet wurde, blieben drei Wagen für die sechs Piloten übrig. Die beiden 908-Kurzheck fuhren Vic Elford/Jochen Neerpasch und Hans Herrmann/Rolf Stommelen. Den einzelnen Porsche 907 2.2 steuerten Gerhard Mitter und Jo Schlesser. Schlesser, der schon in Daytona für Porsche am Start war, kam als Ersatzmann ins Team, da die Werksfahrer Jo Siffert und Ludovico Scarfiotti beim am gleichen Wochenende ausgetragenen Großen Preis von Monaco engagiert waren. Für Schlesser war es der letzte Renneinsatz vor dem Großen Preis von Frankreich in Rouen-les-Essarts, wo er in der zweiten Runde auf einem Honda RA302 tödlich verunglückte. Nach dem schweren Unfall von Chris Irwin beim 1000-km-Rennen auf dem Nürburgring stand Alan Mann Racing nurmehr ein einsatzbereiter Ford F3L P68 zur Verfügung. Mit Hubert Hahne erhielt Frank Gardner einen neuen Teamkollegen.
Auch Alpine hatte beim Rennen auf der Nordschleife einen Einsatzwagen verloren. Henri Grandsire war mit einem Alpine A220 schwer verunglückt. Grandsire, dessen Hände noch teilweise bandagiert waren, und Mauro Bianchi fuhren in Spa einen A211. Matra nutzte das Rennen als Vorbereitung auf das 24-Stunden-Rennen von Le Mans. Der MS630 erhielt einen neuen 3-Liter-V12-Motor, weshalb das Chassis des Wagens verlängert werden musste. Fahrer waren Henri Pescarolo und Robert Mieusset. Eine Neukonstruktion war der Marcos Mantis XP. Der in ultraleichtbauweise entwickelte Wagen hatte einen 3-Liter-Repco-V8-Motor und als besondere Eigenheit ein seitlich aufklappbares Glasdach.
Wie im Jahr davor, als es am Renntag stark regnete, fand auch 1968 das Rennen auf regenasser Fahrbahn statt. Den besten Start hatte Jacky Ickx im Ford GT40, der vor dem Trainingsschnellsten Frank Gardner im Ford F3L P68, als Erster durch die Eau Rouge fuhr. Nach der ersten Runde hatte Ickx bereits einen Vorsprung von 40 Sekunden auf die Verfolger herausgefahren. Hinter ihm folgten die Porsche-Piloten Elford und Mitter sowie Gardner im Ford. Der P68 wurde zum ersten Mal im Regen gefahren, dabei drang Nässe in den Motorraum ein, was zu Zündaussetzern am Cosworth-V8-Motor führte. Die Aussetzer warfen Gardner in kurzer Zeit an die zehnte Stelle der Gesamtwertung zurück, als beim Streckenabschnitt La Source der Wagen ohne Strom ausrollte und sich nicht mehr starten ließ. Mit dem demselben Problem kam Henri Pescarolo mit dem Matra nach nur einer Runde an die Boxen, wo die Mechaniker vergeblich versuchten das komplett durchnässte Zündungssystem wieder flott zu kriegen. Glück hatte Vic Elford, der mit einem gebrochenen Gasgestänge bergab zu den Boxen zur Reparatur rollen konnte. Nach der vierten Runde war der Vorsprung von Ickx auf den Porsche 907 von Gerhard Mitter auf 1 ½-Minuten angewachsen. Nach der zwölften Runde hatte er bis auf die Porsche-Piloten Mitter und Herrmann das gesamte Feld mindestens einmal überrundet. In der weiteren Folge des Rennens verwalteten Ickx und Redman den Abstand auf die beiden nachkommenden Werks-Porsche und gewannen mit dem klaren Vorsprung von über einer Runde.

## Ergebnisse

### Schlussklassement
| 1               | S 5.0  | 33 | J. W. Automotive Engineering | Jacky Ickx Brian Redman                        | Ford GT40            | 71 |
| 2               | P 3.0  | 4  | Porsche System Engineering   | Gerhard Mitter Jo Schlesser                    | Porsche 907 2.2      | 70 |
| 3               | P 3.0  | 5  | Porsche System Engineering   | Hans Herrmann Rolf Stommelen                   | Porsche 908          | 69 |
| 4               | S 5.0  | 34 | J. W. Automotive Engineering | Paul Hawkins David Hobbs                       | Ford GT40            | 67 |
| 5               | P 2.0  | 12 | Gerhard Koch                 | Gerhard Koch Rudi Lins                         | Porsche 910          | 67 |
| 6               | P 2.0  | 11 | Hart Ski Racing Team         | Dieter Spoerry Rico Steinemann                 | Porsche 910          | 66 |
| 7               | S 2.0  | 30 | William Bradley              | Chris Lambert William Bradley                  | Porsche 906          | 62 |
| 8               | S 5.0  | 38 | David Prophet                | David Prophet Richard Bond                     | Ford GT40            | 62 |
| 9               | S 5.0  | 37 | Peter Sadler                 | Peter Sadler Willie Green                      | Ford GT40            | 62 |
| 10              | S 5.0  | 31 | Jackie Epstein               | Jackie Epstein Eric Liddell                    | Lola T70 Mk.3 GT     | 62 |
| 11              | GT 2.0 | 63 | IGFA                         | Dieter Glemser Helmut Kelleners                | Porsche 911T         | 60 |
| 12              | P 2.0  | 17 | Racing Team VDS              | Teddy Pilette Rob Slotemaker                   | Alfa Romeo T33/2     | 59 |
| 13              | P 3.0  | 1  | Societé Automobiles Alpine   | Mauro Bianchi Henri Grandsire                  | Alpine A211          | 57 |
| 14              | GT 2.0 | 61 | John Bamford                 | Peter Brown Roger Enever                       | MGB                  | 57 |
| 15              | GT 2.0 | 62 | Willy Zanders                | Willy Zanders Hannelore Werner                 | Porsche 911S         | 57 |
| 16              | P 2.0  | 16 | Racing Team VDS              | Gustave Gosselin Serge Trosch                  | Alfa Romeo T33/2     | 57 |
| 17              | S 2.0  | 16 | Julian Hasler                | Peter Jackson Clive Baker Rhoddy Harvey-Bailey | Lotus 47             | 57 |
| 18              | P 2.0  | 25 | Bridges Walker               | John Bridges John Lepp                         | Chevron B8           | 57 |
| 19              | S 2.0  | 54 | Peter Taggart                | Peter Taggart Tony Goodwin                     | Chevron B8           | 55 |
| 20              | S 2.0  | 22 | Chris Lawrence               | Chris Lawrence John Wingfield                  | Deep Sanderson 302   | 52 |
| 21              | S 2.0  | 51 | IGFA                         | Karl von Wendt Willi Kauhsen                   | Porsche 906          | 49 |
| 22              | P 2.0  | 26 | Richard Miles                | Mike Pignéguy Willie Tuckett                   | Austin-Healey Sprite | 49 |
| Ausgefallen     |        |    |                              |                                                |                      |    |
| 23              | S 5.0  | 32 | Ecurie Francorchamps         | Willy Mairesse Jean Blaton                     | Ford GT40            | 45 |
| 24              | P 3.0  | 6  | Porsche System Engineering   | Vic Elford Jochen Neerpasch                    | Porsche 908          | 36 |
| 25              | S 5.0  | 35 | Strathaven Ltd.              | Mike Salmon David Piper                        | Ford GT40            | 22 |
| 26              | P 2.0  | 10 | Racing Preparations          | Tony Beeson John Markey                        | Chevron B8           | 18 |
| 27              | P 3.0  | 8  | Marcos Cars Ltd.             | Edward Nelson Jem Marsh                        | Marcos Mantis XP     | 17 |
| 28              | P 2.0  | 52 | Chris Barber                 | John Hine Mike Crabtree                        | Lotus 47             | 13 |
| 29              | S 5.0  | 36 | Terry Drury                  | Terry Drury Terry Sanger                       | Ford GT40            | 12 |
| 30              | P 2.0  | 21 | Richard Groves               | John Moore Rhoddy Harvey-Bailey                | Ginetta G12          | 9  |
| 31              | S 5.0  | 39 | George Humble                | George Humble Bob Smith                        | Ford GT40            | 6  |
| 32              | S 2.0  | 47 | Roy Johnson                  | Roy Johnson Howden Ganley                      | Chevron B8           | 4  |
| 33              | S 2.0  | 49 | Jeremy Delmar-Morgan         | Jeremy Delmar-Morgan Mike Walton               | Porsche 906          | 3  |
| 34              | S 2.0  | 50 | Mefco Racing                 | Chris Ashmore Jeff Edmonds                     | Porsche 906          | 3  |
| 35              | P 3.0  | 3  | Equipe Matra Sports          | Henri Pescarolo Robert Mieusset                | Matra-Sports 630M    | 1  |
| 36              | P 3.0  | 9  | Alan Mann Racing             | Frank Gardner Hubert Hahne                     | Ford F3L P68         | 1  |
| 37              | S 5.0  | 41 | Andy Cox                     | John Raeburn Tim Schenken                      | Ford GT40            | 1  |
| Nicht gestartet |        |    |                              |                                                |                      |    |
| 38              | P 2.0  | 19 | Hammond and Oakwood          | Keith Grant Grahame White                      | Elva Mk.7S           | 1  |
| 39              | GT 2.0 | 60 | Jean-Pierre Gaban            | Jean-Pierre Gaban Roger Vanderschrieck         | Porsche 911S         | 2  |
| 40              | P 3.0  | T  | Porsche System Engineering   | Vic Elford                                     | Porsche 908L         | 3  |

1 Motorschaden im Training
2 Verletzung von Gaban
3 Trainingswagen

### Nur in der Meldeliste
Hier finden sich Teams, Fahrer und Fahrzeuge, die ursprünglich für das Rennen gemeldet waren, aber aus den unterschiedlichsten Gründen daran nicht teilnahmen.
| Pos. | Klasse | Nr. | Team                  | Fahrer                         | Chassis              |
| ---- | ------ | --- | --------------------- | ------------------------------ | -------------------- |
| 41   | P 3.0  | 7   | John Woolfe Racing    | John Woolfe Derek Bennett      | Chevron B12          |
| 42   | S 2.0  | 14  | Ben Pon               | Ben Pon Gijs van Lennep        | Porsche 910          |
| 43   | P 3.0  | 15  | Autodelta             | Lucien Bianchi Udo Schütz      | Alfa Romeo T33/2 2.5 |
| 44   | P 2.0  | 18  | Fowdington and Ramsay | Julian Sutton Andrew Hedges    | Lotus 47             |
| 45   | P 2.0  | 20  | Mark Konig            | Mark Konig                     | Nomad Mk.1           |
| 46   | P 2.0  | 23  | Peter Clarke          | Peter Clarke Laurie Goodwin    | Emeron               |
| 47   | P 1.6  | 24  | David Porter          | Anthony Harvey David Porter    | Harvey               |
| 48   | P 2.0  | 27  |                       | Gottlieb Stottan Lambert Hofer | Marcos Mini GT       |
| 49   | P 2.0  | 28  | Concorde              | Tim Lalonde                    | Piper GT             |
| 50   | S 5.0  | 30  | Mike De Udy           | Mike De Udy Hugh Dibley        | Lola T70 Mk.3 GT     |
| 51   | S 5.0  | 40  | Alain de Cadenet      | Mario Cabral Alain de Cadenet  | Ford GT40            |
| 52   | S 5.0  | 42  | Victor Walker         | Peter Clarke Brian Alexander   | Ferrari 250LM        |
| 53   | S 5.0  | 43  | Geoffrey Edmonds      | Roger Mould Chris Ashmore      | Ferrari 250LM        |
| 54   | S 2.0  | 44  | Chevron Cars          | Digby Martland Brian Classic   | Chevron B8           |
| 55   | S 2.0  | 45  | Tom Clapham           | Geoff Breakell Derek Bell      | Chevron B8           |
| 56   | S 2.0  | 46  | Trevor Twaites        | Trevor Twaites George Duncan   | Chevron B8           |
| 57   | S 2.0  | 48  | Mike De Udy           | Robin Widdows Brian Hart       | Porsche 906          |

### Klassensieger
| Klasse | Fahrer         | Fahrer           | Fahrzeug        | Platzierung im Gesamtklassement |
| ------ | -------------- | ---------------- | --------------- | ------------------------------- |
| P 3.0  | Gerhard Mitter | Jo Schlesser     | Porsche 907 2.2 | Rang 2                          |
| P 2.0  | Gerhard Koch   | Rudi Lins        | Porsche 910     | Rang 5                          |
| S 5.0  | Jacky Ickx     | Brian Redman     | Ford GT40       | Gesamtsieg                      |
| S 2.0  | Chris Lambert  | William Bradley  | Porsche 906     | Rang 7                          |
| GT 2.0 | Dieter Glemser | Helmut Kelleners | Porsche 911T    | Rang 11                         |

### Renndaten
- Gemeldet: 57
- Gestartet: 37
- Gewertet: 22
- Rennklassen: 5
- Zuschauer: unbekannt
- Wetter am Renntag: Regen
- Streckenlänge: 14,100 km
- Fahrzeit des Siegerteams: 5:05:19,300 Stunden
- Gesamtrunden des Siegerteams: 71
- Gesamtdistanz des Siegerteams: 1001,100 km
- Siegerschnitt: 196,730 km/h
- Pole Position: Frank Gardner – Ford F3L P68 (#9) – 3:36,300 = 234,764 km/h
- Schnellste Rennrunde: Jo Schlesser – Porsche 907 2.2 (#4) – 4:00,300 = 211,236 km/h
- Rennserie: 7. Lauf zur Sportwagen-Weltmeisterschaft 1968